# Microtus drummondi
Microtus drummondi — вид північноамериканської полівки, поширений у західній частині Північної Америки, середньому заході США, західному Онтаріо, Канаді та раніше в Мексиці. Раніше він вважався конспецифічним із східною луговою полівкою (M. pennsylvanicus), але генетичні дослідження показують, що це окремий вид.

## Розповсюдження
Він простягається від Онтаріо на захід до Аляски та на південь до Міссурі, Північно-Центральної Небраски, північної половини Вайомінгу та Центрального Вашингтона на південь через Айдахо до Північно-Центральної Юти. Розрізнена частина його ареалу поширюється від Центрального Колорадо до Північно-Західного Нью-Мексико. Ізольована популяція раніше була знайдена в Чихуахуа, Мексика, але з того часу була винищена. Частина річки Суріс у Сполучених Штатах також відома як Мишача річка через велику кількість польових мишей, які жили вздовж її берегів.